# Епархия Оудсхурна
Епархия Оудсхурна (лат. Dioecesis Oudtshoornensis) — епархия Римско-Католической церкви с центром в городе Оудсхурн, ЮАР. Епархия Оудсхурна входит в митрополию Кейптауна. Кафедральным собором епархии Оудсхурна является церковь Святейшего Сердца Иисуса.

## История
3 августа 1874 года Святой Престол учредил апостольскую префектуру Мыса Доброй Надежды Центральной провинции, выделив её из апостольского викариата Мыса Доброй Надежды Западной провинции (сегодня — Архиепархия Кейптауна).
20 июля 1884 года апостольская префектура Мыса Доброй Надежды Центральной провинции передала часть своей территории для возведения новой апостольской префектуры Оранжевой Реки (сегодня — Епархия Кеймус-Апингтона).
13 июня 1939 года апостольская префектура Мыса Доброй Надежды Центральной провинции был переименован в апостольскую префектуру Оудсхурна.
9 декабря 1948 года Римский папа Пий XII выпустил буллу «Ad altiorem dignitatis», которой преобразовал апостольскую префектуру Оудсхурна в апостольский викариат.
11 января 1951 года Римский папа Пий XII издал буллу «Suprema Nobis», которой преобразовал апостольский викариат в епархию.

## Ординарии епархии
- епископ Francis Hennemann S.A.C. (26.06.1922 — 30.06.1933);
- епископ Teodoro Koenig S.A.C. (12.01.1934 — 1947);
- епископ Bruno-Augustin Hippel S.A.C. (9.12.1948 — 2.10.1968);
- епископ Manfred Gottschalk S.A.C. (6.03.1969 — 20.04.1982);
- епископ Edward Robert Adams (2.05.1983 — 28.05.2010);
- епископ Francisco Fortunato De Gouveia (28.05.2010 — по настоящее время).

## Источник
- Annuario Pontificio, Libreria Editrice Vaticana, Città del Vaticano, 2003, ISBN 88-209-7422-3
- Булла Quo spirituali, AAS 27 (1935), стр. 254
- Булла Ad altiorem dignitatis, AAS 41 (1949), стр. 169
- Булла Suprema Nobis, AAS 43 (1951), стр. 257 (лат.)